# 横蹴り

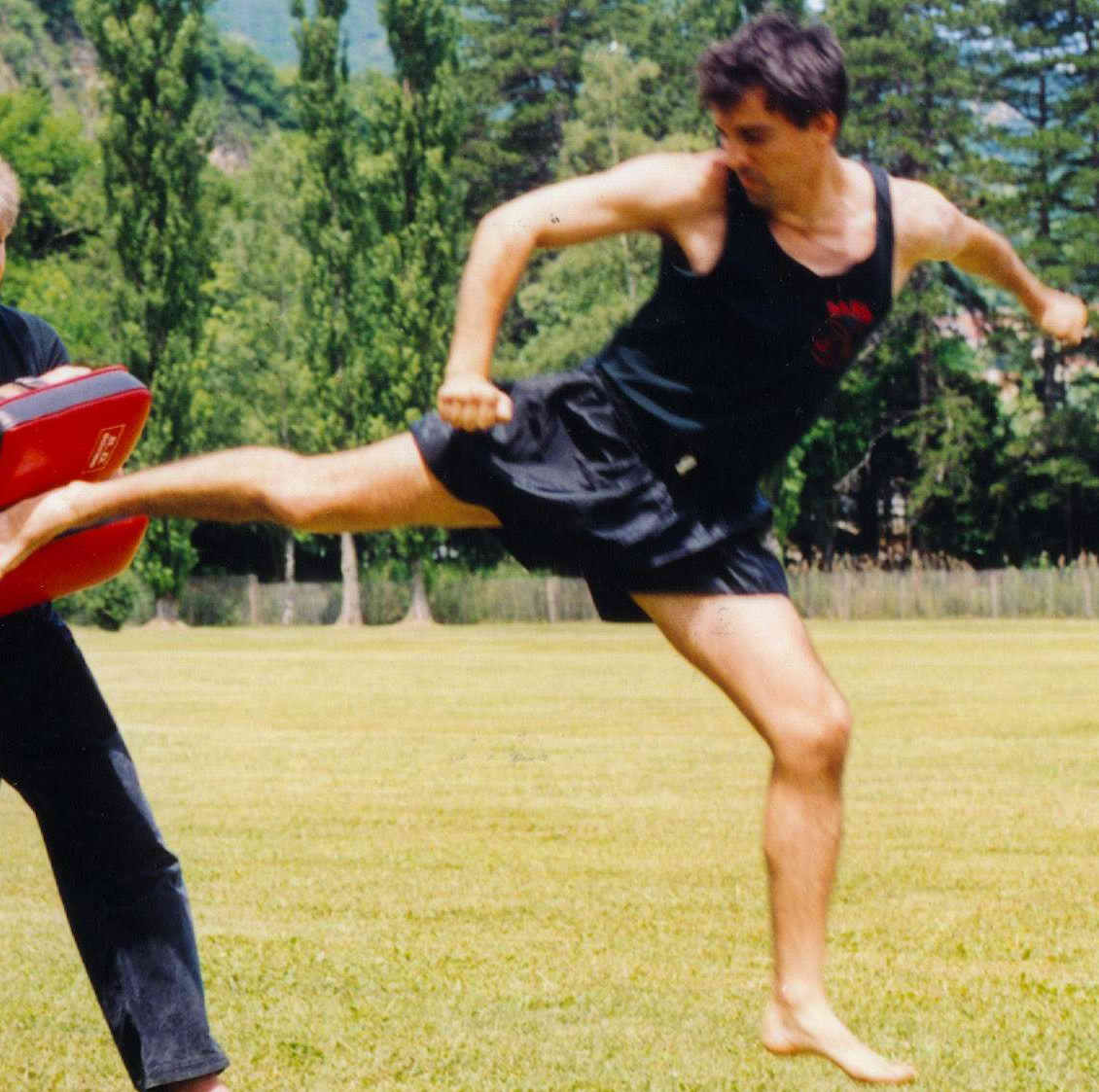
横蹴り（側蹴）

横蹴り（よこげり）は、少林寺拳法、日本拳法、中国武術、中国拳法、空手、ムエタイ、キックボクシング、シュートボクシング、プロレス、総合格闘技などの格闘技で用いられている蹴り技の一種である。

## 概要
相手に対して自分が横向きの姿勢から蹴る。サイド・キック、足刀蹴りも、この分類に含まれる。

## 使用部位

使用部位：「足刀部」（マークの部分）

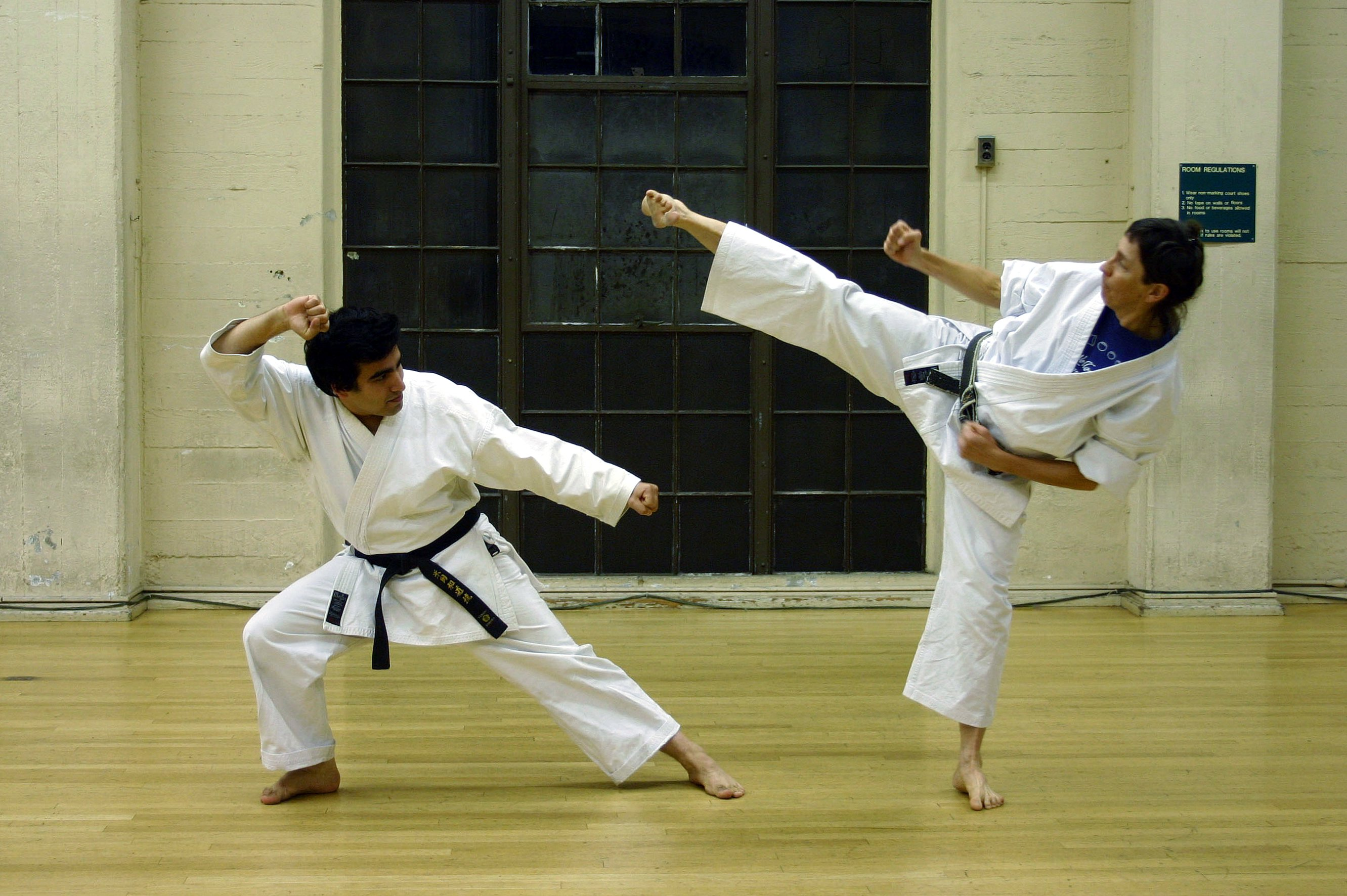
空手 / 約束組手：「上段横蹴り（足刀蹴り）」

自分の足刀部分、かかと部分、または足の裏全体を使用する場合もある。
足刀
足の小指側の側面で加撃する。足刀蹴りに使う。
かかと
足のかかとを当てるため、威力は大きい。踵蹴りに使う。
足裏全体
素足を使う空手、テコンドー、キックボクシングでは余り使われず、沓を履いて行う武術、主に中国拳法などでは多く用いられる。使用部位の面積が広いため、足刀やかかとよりは加撃部への直接的破壊力が小さくなるが、相手を大きく蹴り離す・姿勢を崩す場合には効果が高い。

## 技の出し方
継ぎ足や千鳥（左右の足を交差するように進む）で間を詰め、相手に対し横向きとなるが顔は相手を見る。蹴る直前は一旦蹴り足を自分の側に引きつけてから、直線的に相手に蹴り出す。
足刀蹴り
蹴り足を軸足の膝頭付近までつま先を引きつけてから、迅速に足刀部を蹴り出し、素早くまた引き戻す。頭部は自然に相手と反対側にやや傾くが顔はそのまま相手の方を向く。顔面、顎等の上段の蹴上げに用いたり、脇腹、膝裏など下方への踏み込みに使う。
蹴込み
自分の胸前に膝頭を抱え込むように引きつけ、相手に対し大きく水平に蹴り込む。横向き姿勢から技に入り、蹴った瞬間の姿勢は頭部が相手と反対方向の低い位置になる（軸足の爪先は相手と反対を向く）。このため、相手が見づらく動作も大きい反面、足刀蹴りより遠間で使え、また威力も大きい。使用部位は足刀部・踵が用いられる。
跳び蹴り
遠間より大きく踏み切って跳躍し、空中で足刀蹴りを行うもの。飛び横蹴り、飛び足刀などとも呼ぶ。相手の守りが堅く状況が膠着する場合に、意表を衝いたり牽制を仕掛けるのに効果的で、当たれば威力は大きいが見切られれば反撃の機会を与えリスクも高い。

## 実際の使用では
- K-1やキックボクシング・ムエタイなどのパンチ技の多いリング競技では回し蹴り系統の蹴り技がもっとも多く使用され、横蹴りは使用頻度が低い。しかし米国で発達したフルコンタクト空手（現在でいうフルコンタクト・キックボクシング）は伝統的な空手にそのルーツがあるため、多く用いられる技である。
- 少林寺拳法や、空手の型試合・約束組み手ではその使用が多く見られる。その理由として、徒手の武道・武術では相手が刃物などの武器使用も想定しており、この場合には、急所の多い身体の中心線を保護する意味で相手と正対する姿勢を避け、横向き姿勢が多く用いられることが挙げられる。
- もともと空手や少林寺拳法などは1対1の対人競技として考案されたわけではなく、複数の敵も想定した護身術であり横蹴りは本来自分の横に位置した敵を攻撃するために考案された技である。しかし、一応正面の相手にも使用できるが、高度な技術が必要である。
- 近代スポーツ競技における、その使用頻度の違いは、キックボクシングやK-1などのようなボクシングのパンチ技とローキックを主体に組み立てるテクニックでは横蹴りを組み込みにくいことがいえる。その一方、中国拳法の散打試合やテコンドーなど蹴り技主体に組み立てるテクニック[4]においては横蹴りは比較的多く見られるといえる（ローキック禁止ルールの場合は特に）。
- 総合格闘技では、キャッチされるリスクがあることから横蹴りが使用されることは少なかった。しかし、近年では相手の膝頭を狙った横蹴りが増えて来ている。ローキックなどのように大腿部への筋肉にダメージを与えるものではなく、膝関節に直接ダメージを与えると共に、それを嫌がった相手の前進を止める効果がある。膝に深刻なダメージを与えかねないことから、この横蹴りには批判も多い。